# نصف قمر (مسلسل)
نصف قمر هو مسلسل درامي مغربي من إخراج جيهان البحار سنة 2022، وبطولة كل من ماجدولين الإدريسي، رفيق بوبكر، سناء العلوي، ربيع القاطي، عائشة ماه ماه، فتيحة واتيلي، ابتسام العروسي، مالك أخميس، وغيرهم. بث المسلسل طيلة شهر رمضان 2022 على القناة الأولى.

## قصة المسلسل
يقلب حادث تغيير طفلتين في مصحة للولادة حياة عائلتين رأسًا على عقب ويجعلهما مرتبطتين إلى الأبد. وعندما تكتشفان السر الذي يجمعهما تنطلق الأسرتان في صراع لاستعادة أبنائهما البيولوجيين والتحقيق معًا في هوية الفاعل.

## طاقم التمثيل
- ماجدولين الإدريسي
- رفيق بوبكر
- سناء العلوي
- ربيع القاطي
- عائشة ماه ماه
- فتيحة واتيلي
- ابتسام العروسي
- مالك أخميس
- زياد إدريسي
- ندى هداوي
- أنس الحمدوشي

## وصلات خارجية
- نصف قمر على موقع قاعدة بيانات الأفلام العربية